# エネコ・ツアー2005
エネコ・ツアー2005は、エネコ・ツアーの第1回のレース。2005年8月3日から10日まで行われた。

## 日程
| 区間 | 月日 | スタート － ゴール                             | km    | 区間1位                        | 区間2位                        | 区間3位                    | 総合1位                        |
| ---- | ---- | ---------------------------------------------- | ----- | ------------------------------ | ------------------------------ | -------------------------- | ------------------------------ |
| Pro. | 8/3  | メヘレン(ITT)                                  | 5.7   | リック・フェルブリュッヘ       | カルロス・バレード             | セルヴァイス・クナーヴェン | リック・フェルブリュッヘ       |
| 1    | 8/4  | ヘール － ヘルドロップ＝ミエルロ               | 170.0 | マックス・ファンヘースウェイク | マルコ・ツァノッティ           | ステーヴン・デヨンフ       | マックス・ファンヘースウェイク |
| 2    | 8/5  | ヘルドロップ＝ミエルロ － シッタート・ヘレーン | 180.0 | シモーネ・カダムーロ           | マルコ・ツァノッティ           | エンリコ・ガスパロット     | マックス・ファンヘースウェイク |
| 3    | 8/6  | ベーク － ランドフラーフ                       | 210.0 | アラン・デイヴィス             | エリック・デッケル             | ダニエーレ・ベンナーティ   | リック・フェルブリュッヘ       |
| 4    | 8/7  | ランドフラーフ － ヴェルヴィエ                 | 217.0 | アレッサンドロ・バッラン       | リック・フェルブリュッヘ       | ライフ・ホスト             | リック・フェルブリュッヘ       |
| 5    | 8/8  | ヴェルヴィエ － ハセルト                       | 195.0 | マックス・ファンヘースウェイク | アルベルト・オンガラート       | ステファン・ファンダイク   | リック・フェルブリュッヘ       |
| 6    | 8/9  | シント・トリュイデン － ホーフストラテン       | 182.0 | ステファン・ファンダイク       | マックス・ファンヘースウェイク | シモーネ・カダムーロ       | リック・フェルブリュッヘ       |
| 7    | 8/10 | エテン・ルール(ITT)                            | 26.3  | ボビー・ジュリック             | ライフ・ホスト                 | エリック・デッケル         | ボビー・ジュリック             |

## 総合成績
|    | 選手名                       | チーム名                 | 時間           |
| -- | ---------------------------- | ------------------------ | -------------- |
| 1  | ボビー・ジュリック           | チームCSC                | 29時間08分01秒 |
| 2  | エリック・デッケル           | ラボバンク               | + 21秒         |
| 3  | ライフ・ホスト               | ディスカバリーチャンネル | + 41秒         |
| 4  | トーマス・デッケル           | ラボバンク               | + 54秒         |
| 5  | ミカエル・ブラウドズン       | チームCSC                | + 1分07秒      |
| 6  | リック・フェルブリュッヘ     | クイックステップ         | + 1分16秒      |
| 7  | カルロス・バレード           | リベルティ・セグロス     | + 1分22秒      |
| 8  | ユルヘン・ファンデンブルック | ディスカバリーチャンネル | + 1分28秒      |
| 9  | アンドレアス・クリール       | T-モバイル               | + 1分57秒      |
| 10 | セルゲイ・イワノフ           | T-モバイル               | + 2分12秒      |

山岳賞
- クリスティアン・ヴァンデヴェルデ

ポイント賞
- アラン・デイヴィス